# Ginoria ginorioides
Ginoria ginorioides là một loài thực vật có hoa trong họ Lythraceae. Loài này được (Griseb.) Britton mô tả khoa học đầu tiên năm 1912.